# Joseph Ernst (Bischof)

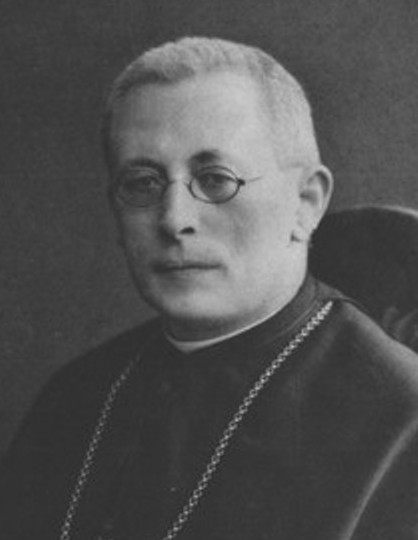
Joseph Ernst

Joseph Ernst (* 8. November 1863 in Groß Algermissen; † 5. Mai 1928 in Göttingen) war ein deutscher römisch-katholischer Geistlicher und von 1915 bis 1928 Bischof von Hildesheim.

## Leben

### Werdegang
Joseph Ernst studierte nach dem Besuch des Gymnasiums Josephinum in Hildesheim (1876–1882) Theologie in Würzburg und durchlief die praktische und aszetische Ausbildung im Priesterseminar in Dillingen an der Donau. Am 2. August 1886 empfing er die Priesterweihe. Danach kehrte er in sein Heimatbistum zurück und wurde Kaplan an St. Ludwig in Celle. Hier gab er den Anstoß zur Gründung eines katholischen Arbeitervereins. Auch in der Folgezeit blieben die sozialen Fragen ein Schwerpunkt seines Interesses. Von 1889 bis 1891 setzte er seine akademischen Studien in Rom fort und wurde zum Dr. phil. promoviert, 1892 in Würzburg zum Dr. theol. 1891 wurde er auf Berufung von Bischof Sommerwerck Dozent und 1896 Professor am Hildesheimer Priesterseminar, 1901 außerdem Domprediger. Als 1896 auch in Hildesheim ein katholischer Arbeiterverein gegründet wurde, setzte Sommerwerck Ernst als Präses ein, bald danach zugleich als Diözesanpräses.
1906 wurde Adolf Bertram Bischof von Hildesheim. Eine seiner ersten Entscheidungen war ein Wechsel in der Leitung des Priesterseminars. Zu dessen Regens ernannte er Joseph Ernst, den er sowohl als Wissenschaftler und Organisator wie als Seelsorger und Prediger hoch schätzte.
1914 wurde Bertram Fürstbischof von Breslau. Zu seinem Nachfolger in Hildesheim wählte das Domkapitel am 10. Februar 1915 Joseph Ernst. Die Bestätigung durch Papst Benedikt XV. erfolgte am 26. Mai, die Bischofsweihe durch Adolf Bertram am 26. September 1915.

### Bischöfliches Wirken

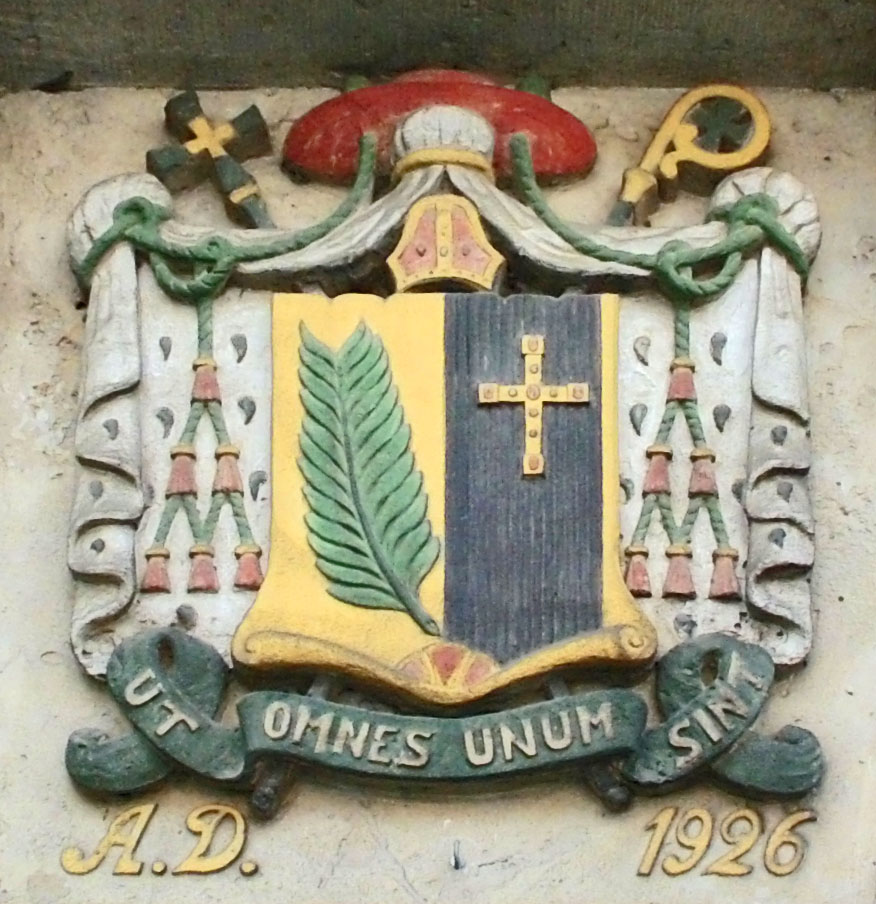
Wappen des Bischofs an der von ihm geweihten Kirche St. Joseph (Schöppenstedt)

In den dreizehn Jahren seines bischöflichen Wirkens hatte Joseph Ernst wenig Gestaltungsspielraum. Der Erste Weltkrieg bestimmte den Alltag und sog alle Kräfte auf. Die Nachkriegsjahre brachten Mangel und Inflation, aber auch einen tiefgreifenden Bewusstseinswandel. Die fortschreitende Entfremdung besonders der städtischen Massen vom kirchlichen Leben betrachtete Bischof Ernst mit Sorge. Seine zentralen Anliegen blieben die Priesterausbildung und die Existenzsicherung der ärmeren Bevölkerungsschichten. Das erste Ziel verfolgte er durch Gründung des Godehardwerks, das zweite durch die Stärkung und Bündelung der karitativen Aktivitäten im neu geschaffenen Diözesan-Caritasverband.